# Thomas Stöhr

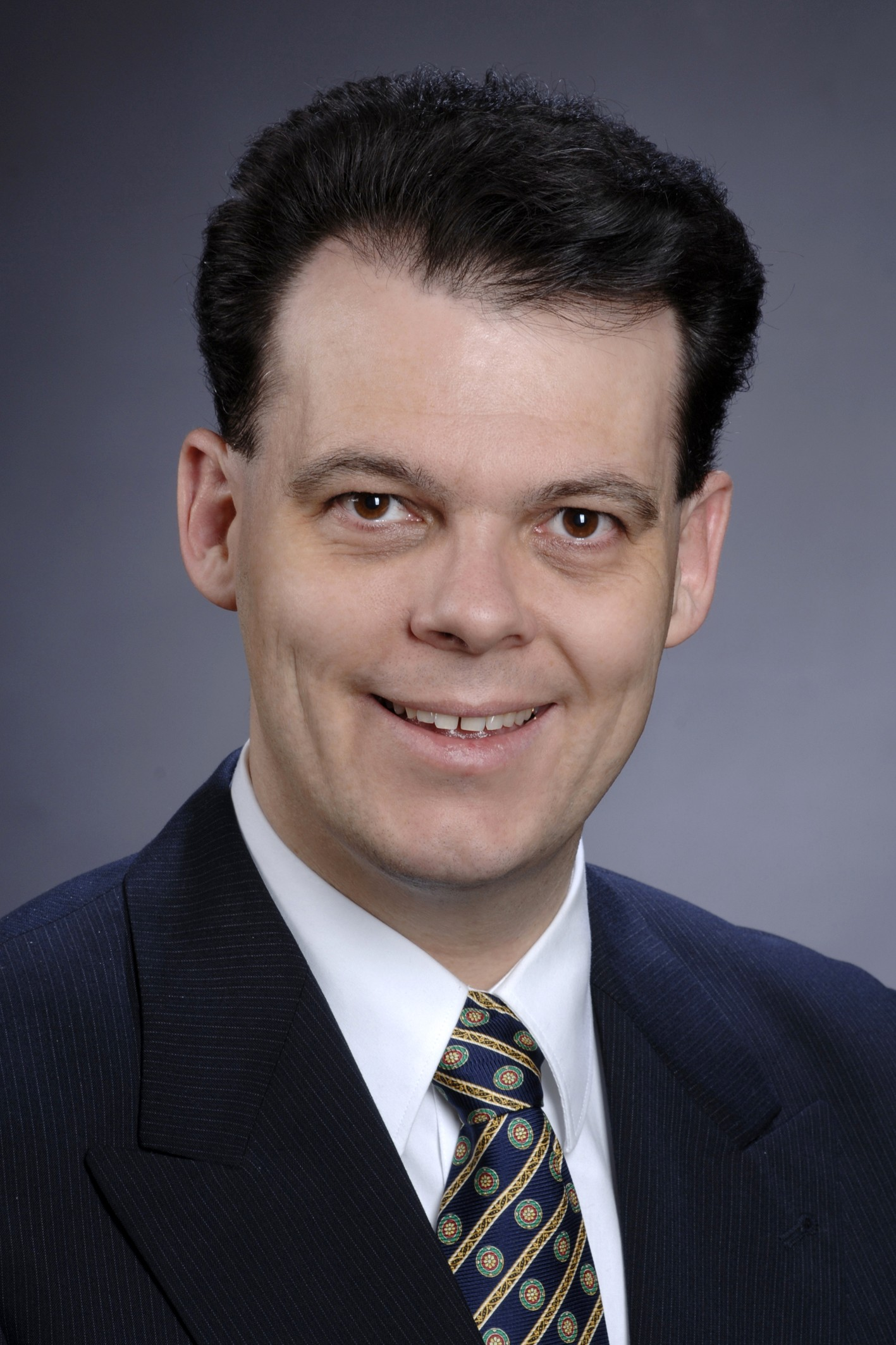
Thomas Stöhr

Thomas Stöhr (* 7. August 1966 in Bad Vilbel) ist ein hessischer Kommunalpolitiker (CDU). Vom 17. Juni 2004 bis Juni 2022 war er Bürgermeister der Stadt Bad Vilbel. Sein Nachfolger seit 17. Juni 2022 ist Sebastian Wysocki.

## Ausbildung und Beruf
Thomas Stöhr studierte nach seinem Abitur an der Augustinerschule Friedberg Finanzwirtschaft an der Verwaltungsfachhochschule Rotenburg an der Fulda. Dem Abschluss folgte ein Studium der Rechtswissenschaften an der Johann Wolfgang Goethe-Universität Frankfurt am Main, an der er später zum Dr. jur. promovierte. Nach dem ersten juristischen Staatsexamen war er als Referendar beim Landgericht Hanau, bei der Stadt Bad Vilbel, bei einer international tätigen Anwaltskanzlei und bei der Commerzbank tätig.
Nach dem zweiten Staatsexamen war er in der Wirtschaft, bei Gericht und in der Verwaltung tätig. Am 1. Januar 2000 trat er das Amt des Ersten Stadtrats der Stadt Bad Vilbel an. Seit dem 17. Juni 2004 ist er Bürgermeister der Stadt Bad Vilbel. Am 21. Februar 2010 wurde er mit 57,8 % der Stimmen im Amt bestätigt. Am 6. März 2016 wurde er erneut im Amt bestätigt, diesmal mit 65,7 % der Stimmen.

## Politische Laufbahn
Der CDU trat Stöhr 1985 bei. Zuvor war er in der Jungen Union aktiv. 1989 wurde er in die Stadtverordnetenversammlung der Stadt Karben gewählt und gehörte ihr rund 10 Jahre an, zuletzt als Vorsitzender der CDU-Fraktion. Die Stadtverordnetenversammlung der Nachbarstadt Bad Vilbel wählte ihn im Dezember 1999 zum hauptamtlichen Ersten Stadtrat von Bad Vilbel. Dieses Amt trat Thomas Stöhr am 1. Januar 2000 an und war zuständig für die Bereiche Finanzen, Hauptverwaltung, Personal und Liegenschaften. Am 28. September 2003 wurde Thomas Stöhr in einer Direktwahl mit 71,9 % zum Bürgermeister der Stadt Bad Vilbel und damit als Nachfolger des langjährigen Bürgermeisters Günther Biwer gewählt.
Eine Erddeponie im Stadtteil Gronau wurde seit 1999 mit mehr als dem Fünffachen der genehmigten Menge befüllt, was im Januar 2008 zu Ermittlungen der Staatsanwaltschaft Frankfurt wegen des ungenehmigten Abladens gegen Stöhr, seinen Amtsvorgänger Günther Biwer, zwei Mitarbeiter der Stadt und einem Unternehmer führte. Über das tatsächlich verfüllte Material bestehen unterschiedliche Auffassungen. Gegen Zahlung einer Geldauflage wurden die Ermittlungen gegen ihn im Dezember 2009 vorläufig eingestellt. Im Rahmen der allgemeinen Ermittlungen fand im Rathaus eine Durchsuchung statt, die sich allerdings nicht gegen Thomas Stöhr richtete.

## Weitere Ämter und Funktionen
Als Bürgermeister hatte Thomas Stöhr den Vorsitz im Aufsichtsrat der Stadtwerke Bad Vilbel GmbH sowie der Betriebskommission des Stadtwerke Eigenbetriebs Bad Vilbel. Ferner vertrat er die Stadt Bad Vilbel als Vorsitzender des Planungsausschusses der Verbandskammer des Planungsverbandes Ballungsraum Frankfurt/Rhein-Main.